# Serafino Olivier-Razali
Serafino Olivier-Razali, Séraphin Olivier-Razali (Lione, 2 agosto 1538 – Roma, 10 febbraio 1609), è stato un cardinale e patriarca cattolico francese.

## Biografia
Nacque a Lione il 2 agosto 1538. Di origine francese, acquisì il nome del suo patrigno, Francesco Razali, nobile bolognese.
Papa Clemente VIII lo elevò al rango di cardinale nel concistoro del 9 giugno 1604.
Morì il 10 febbraio 1609.

## Genealogia episcopale e successione apostolica
La genealogia episcopale è:
- Cardinale Agostino Valier
- Cardinale Arnaud d'Ossat
- Cardinale Serafino Olivier-Razali

La successione apostolica è:
- Vescovo Andrés Fernández de Córdoba y Carvajal (1602)